# 타위타위섬
타위타위섬 또는 타위타위 군도는 필리핀 술라웨시해의 술루 군도의 섬이다. 보르네오섬에서 서쪽 64km 정도의 위치에 존재한다. 타위타위섬은 580.5km2의 면적이며, 필리핀의 섬에서 20번째로 크고, 술루 군도에서는 바실란주, 홀로섬에 이어 세 번째 크기이다. 해안선은 152.2km이며, 고도는 최대 549m이다.

## 개요
타위타위섬은 원래 화산섬이며, 형태는 구부러져 있으며, 길이는 55km, 폭은 10km-23km 정도이다. 언덕이 많고, 나무가 촘촘히 자라 있으며, 바위에 둘러싸인 해안과 백사장이 드문드문 존재한다.
타위타위주의 본섬이기도 하다. 봉가오, 랑구얀 , 팡리마 수갈라, 탄두바스 4개의 자치체로 나뉘어 있다. 주민은 대부분이 사마바하우 족으로, 사마바하우 어를 말하고 무슬림이다.
섬의 서쪽에 있는 상가상가섬에는 타위타위주 최대의 공항이 존재한다.

## 역사
제2차 세계 대전 때 일본군이 점령을 한 적이 있으며, 기름이 나는 지역인 보르네오에서 가까웠기 때문에 일시적으로 이 섬에 정박지가 건설되기도 했다. 또한, 섬의 근교에서 미나 즈키 함이 어뢰 공격으로 침몰했다. 1945년 4월부터 실시된 술루 제도 전투에서 일본군은 전멸당했다.